# 克馬德克島隆背獅子魚
克馬德克島隆背獅子魚，為輻鰭魚綱鮋形目杜父魚亞目獅子魚科的其中一種，分布於西南太平洋的克馬德克海溝，棲息深度6660-6770公尺，為深海底棲性魚類，屬肉食性，生活習性不明。

## 擴展閱讀
維基物種上的相關：克馬德克島隆背獅子魚